# Amblyseius solens
Amblyseius solens är en spindeldjursart som beskrevs av De Leon 1962. Amblyseius solens ingår i släktet Amblyseius och familjen Phytoseiidae. Inga underarter finns listade i Catalogue of Life.